# Dietsche Militie - Zwarte Brigade
Dietsche Militie - Zwarte Brigade (DM-ZB) was een Vlaamse organisatie van nazigezinde militanten binnen het Vlaamsch Nationaal Verbond (VNV), actief van 1941 tot 1944.

## Geschiedenis
In mei 1941 werd onder druk van de Duitse bezetter een Eenheidsbeweging tot stand gebracht, door fusie van het VNV, het Verdinaso en Rex Vlaanderen. Het VNV beschikte over een paramilitaire organisatie onder de naam Zwarte Brigade, het Verdinaso had een vergelijkbare organisatie onder de naam Dietsche Militanten Orde, Rex Vlaanderen had eveneens een Strijdformatie. De fusie betekende in de praktijk het opslorpen van de twee laatste door de eerste. De leider van de Zwarte Brigade, Reimond Tollenaere, werd de commandant-generaal van de Dietsche Militie - Zwarte Brigade, met Jef François als commandant.
Beiden vertrokken in augustus 1941 met het Vlaamsch Legioen naar het Oostfront en nadat Tollenaere gesneuveld was, stelde het VNV Joris Vansteenland aan het hoofd van de Dietsche Militie. De afgewezen kandidaat-opvolger Jef François stapte over naar de Algemeene SS-Vlaanderen.
De leden van de organisatie droegen een zwart uniform. Ze werden op militaire wijze gestructureerd, met ploegen als basiseenheid, samengevoegd in brigades. De organisatie werd gezien als een partijleger, ongewapend weliswaar. Het vooropgestelde aantal van 5.000 leden werd nooit bereikt. Wie aan de leeftijdsgrens kwam, kon dienst nemen in de Dietsche Militie - Hulpbrigade. In 1943 kwamen ook een Dietsche Militie - Wachtbrigade en een  Dietsche Militie - Motorbrigade tot stand, die echter grotendeels papieren organisaties bleven.
In november 1943 werd een fusie doorgevoerd van de Dietsche Militie - Zwarte Brigade met de Hulpbrigade. De organisatie had immers te kampen met het steeds slinkende ledenaantal van het VNV, met de verplichte of vrijwillige tewerkstelling in Duitsland en met het overstappen van leden naar de militaire collaboratie. De naam werd nu Dietsche Militie, zonder meer. Een aantal leden werd Hilsfeldgendarm en nam deel aan gewapende acties tegen het verzet.
Het feit dat ze in uniform hadden gelopen, maakte de leden van DM-ZB tot een goed zichtbaar doelwit tijdens de epuratie. Een 600-tal werd veroordeeld voor verboden wapendracht. Vele anderen werden veroordeeld wegens een of andere vorm van collaboratie.
De DM-ZB beschikte van 1941 tot maart 1944 over opeenvolgende periodieken. De laatste, Help Uzelf werd in maart 1944 door de bezetter verboden, wegens propaganda voor Dietsland.